# BFK Simm Bau
BFK Simm-Bau je bosanskohercegovački nogometni klub iz Kosove kod Maglaja. 

## Povijest
Klub je osnovan 1975. godine. Od osnivanja igra na amaterskoj razini u nižim ligama. Klub je nekoliko puta mijenjao ime, najprije se zvao NK Vis Kosova, zatim iz sponzorskih razloga NK Vis Simm Bau, a od 2021. nosi naziv BFK Simm Bau.
U sezoni 2017./18. osvaja 1. županijsku ligu Zeničko-dobojske županije. U sezoni 2019./20. osvajaju Drugu ligu FBiH – Centar čime su ostvarili plasman u Prvu ligu FBiH. U sezoni 2024./25. su izbačeni iz natjecanja u Prvoj ligi FBiH nakon što nisu odigrali uvodna dva kola sezone.

## Uspjesi
- 1. županijska liga ZDŽ (1): 2017./18.
- Druga liga FBiH – Centar (1): 2019./20.

## Vanjske poveznice
- NK VIS Simm-Bau na transfermarkt.com